# Spark Odyssey 21
La Spark Odyssey 21 est une voiture de course tout-terrain 2 places électrique conçue par Spark Racing Technology constructeur français pour le championnat Extreme E.

## Développement et promotion
Il a été annoncé pour la première fois en août 2018 que la Formule E (FIA) exploiterait une nouvelle série avec des SUV électriques appelée « Extreme E », qui roulerait sur des sites et des terrains difficiles tels que l'Himalaya et les régions arctiques, et a été présentée pour la première fois aux constructeurs comme spécification. Série avec des zones limitées pour le développement ouvert y compris les moteurs et la carrosserie, bien que le châssis de base soit une spécification bien définie et que les voitures devaient être des silhouettes de modèles de SUV routiers. Les véhicules ne sont pas des monoplaces, la série s'appuie sur des équipes mixtes de deux pilotes professionnels qui doivent être présent en même temps dans l'habitacle et changer de pilotes après chaque tour effectué sur les circuits.
Le 1er février 2019, la série a annoncé que les voitures utiliseraient la technologie développée pour le championnat de Formule E, les spécifications étant le châssis de base, la batterie, la suspension, l'ECU et le logiciel, ainsi qu'un moteur de groupe motopropulseur FE, mais le dernier étant facultatif. Le constructeur français de châssis pour la Formule E, Spark Racing Technology serait également annoncé comme constructeur du châssis de base XE. Dans la même annonce, il a été indiqué que la série utiliserait une approche d'équipe client, tous les constructeurs étant libres de vendre leurs groupes de motopropulseurs à un maximum de deux concurrents à un prix plafonné.
Le 23 avril 2019, une clarification a été publiée, détaillant l'implication de Spark Racing Technology, l'entreprise française construisant le cadre tubulaire en acier, la structure de sécurité et l'arceau de sécurité de la voiture, en plus de la suspension et des amortisseurs, ainsi que du système de freinage et de direction. Les zones du kit carrosserie pour les fabricants ont également été définies comme le capot moteur, les jupes latérales, les phares et les pare-chocs avant et arrière.
Le 5 juillet 2019, lors du Goodwood Festival of Speed en Angleterre, Extreme E a révélé le capot de la voiture et son nom ODYSSEY 21, avec un cadre tubulaire en alliage d'acier renforcé de niobium, une structure de protection et un arceau de sécurité, tandis que les pneus pour les conditions hivernales et estivales seraient fournies par le partenaire fondateur Continental. Le même jour, à la suite de la révélation publique, le directeur technique de Spark Racing Technologies, Théophile Gouzin a révélé que la voiture devait subir des essaies sur plusieurs terrains du Championnat du monde des rallyes et du rallye Dakar, comme le Château de Lastours, en septembre prochain, en préparation pour les débuts de 2021. Au cours du week-end, la voiture a également effectué des démonstrations sur le circuit de course de côte de Goodwood, propulsée par le moteur de la Spark-Renault SRT 01E,.
Le véhicule en action a été présenté lors du Rallye Dakar en Arabie Saoudite en janvier 2020. Guerlain Chicherit  a conduit le véhicule lors du Shakedown, un jour avant le départ de la course. Ken Block la conduit lors de la dernière étape 12 entre Harad et Al-Qiddiya en tant que non concurrent sur invitation des organisateurs ASO.